# Vzhůru z prázdnin
Vzhůru z prázdnin (v anglickém originále Kamp Krustier) je 16. díl 28. řady (celkem 612.) amerického animovaného seriálu Simpsonovi. V USA měl premiéru dne 5. března 2017 na stanici Fox Broadcasting Company a v Česku byl poprvé vysílán 2. září 2017 na stanici Prima Cool. Jedná se o navazující díl na Vzhůru na prázdniny ze 4. řady, scénář napsal opět David M. Stern a díl režíroval Rob Oliver. V původním dílu se Bart s Lízou vydali na Krustyho tábor, kde panovaly kruté podmínky. V tomto dílu se traumatizované děti vrátí z tábora a Homer se stane produktivnějším zaměstnancem.

## Děj
Příběh se odehrává ihned po událostech dílu Vzhůru na prázdniny. Spasitel se vydává po stopách oblečení Homera a Marge, které ho zavedou do Bartova domku na stromě, kde mají manželé sex. Na místo dorazí náčelník Wiggum a strážník Lou, které zavolal Ned údajně kvůli hluku z gongu. Homer se snaží policisty přesvědčit, že děti jsou v pořádku, a pak jim ukáže pohlednici z Krustyho tábora. Obraz se přesune do tábora, kde Bart a ostatní rváči všechno ničí.
Traumatizované děti se vracejí autobusem, jejž řídí Krusty. Děti jsou odvezeny do poradny a terapeut radí Marge, aby na Barta dávala pozor a neposílala ho do školy. Doma Bart předstírá posttraumatickou stresovou poruchu a přeruší muchlování Homera a Marge. Dalšího dne zůstane Bart doma a dívá se na televizi. Homer jde kvůli sexuální frustraci dřív do práce, uklidí si zde, a dokonce si přečte bezpečnostní manuál.
Bart má noční můru z plavby na kánoi a požádá Lízu o pomoc, ta si vybavuje tentýž sen. Homer je produktivnější než kdy dřív a dostane od pana Burnse přidáno, zatímco Bart a Líza jdou do zábavního parku, kde díky traumatu, které utrpěli, mohou předběhnout frontu.
Homer odmítá mít sex s Marge a ta si myslí, že potřebují také pomoc terapeuta. Navrhnou jim vzít děti zpět do Krustyho tábora. Ten se však změnil na Krustyho resort pro dospělé. Bart a Líza najdou chatu s kánoemi a vestami a vzpomenou si na Charlieho, který s nimi jel na kánoi. Když z kánoe spadli, Charlie se nevynořil, vzpomínají si. Homer konečně přistoupí na sex s Marge poté, co si Marge uvědomí, že chce zpět starého Homera. Bart a Líza nahlásí zmizení Charlieho ochrance klubu, která odhalí, že je naživu a také že Charlie není dítě, ale liliput.
Na konci dílu je napsáno, že v 52. řadě vznikne díl Vzhůru nohama (Kamp Krustiest).

## Přijetí
Dennis Perkins z webu The A.V. Club udělil dílu hodnocení C− a napsal: „Nikdo nemůže Simpsonovým vyčítat, že pošlapali jednu ze svých nejlepších epizod všech dob. Vlastně počkejte – můžu, protože 24 řad vyřazený Krustyho tábor našel způsob, jak se vrátit ke klasické simpsonovské epizodě Vzhůru na prázdniny, aniž by ji rozšířil, dekonstruoval, nebo z ní dokonce udělal nezapomenutelnou parodii. To, že se dlouho nepřítomný autor původní epizody Vzhůru na prázdniny David M. Stern poprvé po zhruba 18 letech vrátil do seriálu jako hlavní autor a vytvořil něco tak nevinně nezapamatovatelného, je opravdovým zklamáním.“
Tony Sokol, kritik Den of Geek, ohodnotil díl čtyřmi hvězdičkami z pěti a uvedl, že ačkoliv se jedná o retrospektivní díl, stále se jedná o ztřeštěný díl.
Vzhůru z prázdnin sledovalo 56 milionu diváků a dosáhl ratingu 1,1 s podílem 4, čímž se stal nejlépe hodnoceným pořadem toho večera na stanici Fox.